# Abraham Forsgren
Abraham Forsgren, född i Mora socken 10 februari 1822, död 1882, var en svensk uppfinnare.
Forsgren arbetade som mjölnardräng vid Lindesnäs brukskvarn. Han blev senare mjölnare och arbetade senare upp till byggmästare. Han köpte även mark vid Oxelforsen där han anlade en kvarn och en stamp. Forsgren tog 1860 patent på en "universalskrufnyckel", en föregångare till rörtången. 1864 erhöll han patent på en maskin för tillverkning av hästskor, 1865 en maskin för hästskosöm och spiktillverkning, 1869 ett matarverk för ång- och vattensågar, samt 1879 för en råttfälla. Forsgrens patent var bortglömt då Johan Petter Johansson erhöll sitt patent på rörtången.